# Puerto Vallarta
Puerto Vallarta es una ciudad y puerto mexicano ubicado en el estado de Jalisco, en la región Costa Sierra Occidental de la entidad, a 196 km de Guadalajara, la capital del estado; siendo la cabecera del municipio homónimo. Junto con el municipio de Bahía de Banderas del estado de Nayarit, conforma la Zona Metropolitana de Puerto Vallarta, siendo así la segunda más poblada de ambos estados. Actualmente es uno de los principales destinos turísticos de México.
Puerto Vallarta, anteriormente llamado Las Peñas, fue fundado en la época independiente, el 12 de diciembre de 1851, por Guadalupe Sánchez Torres, su esposa Ambrosia Carrillo y algunos amigos como Cenobio Joya, Apolonio de Robles, Cleofas Peña y Martín Andrade, entre otros, quienes le dieron el nombre de Las Peñas de Santa María de Guadalupe por ser ese día el dedicado a la Virgen. El 5 de junio de 1918 recibió el nombre de Puerto Vallarta, en honor de Ignacio Luis Vallarta, exgobernador del estado.
Entre 1980 y 1990 la población de la ciudad creció junto con el número de turistas nacionales y extranjeros, debido a esto se empezó la construcción de la Marina Vallarta, el desarrollo finalmente incluiría una escuela, condominios, un sitio residencial, un centro comercial y grandes propiedades hoteleras. Los trabajos se iniciaron en 1986 y para 1990 la Marina estaba en pleno desarrollo. El proyecto estuvo básicamente acabado para 1993, antes de lo planeado. El 31 de mayo de 1996, se creó el Fondo Mixto de Turismo de Puerto Vallarta, para la promoción del destino internacionalmente. Los esfuerzos colectivos del fondo, hoteles y restaurantes, agentes libres, operadores de tours y guardianes del ambiente le dieron un giro a las cosas y Puerto Vallarta empezó a ganarse una posición entre los destinos playeros de clase mundial. 
A diferencia de Cancún, Ixtapa y los demás destinos del Fondo Nacional de Fomento al Turismo no fue planeado su desarrollo turístico. Actualmente es la segunda zona económica más importante del estado de Jalisco y uno de los principales destinos turísticos de México.

## Toponimia
Puerto Vallarta es un municipio y ciudad turística del estado de Jalisco, México, en la Bahía de Banderas, en el Océano Pacífico. En el 2003 Puerto Vallarta contaba con una población estimada de 165.800 personas y más de cinco millones de turistas anuales. Es la segunda zona económica más importante del estado de Jalisco y el tercer puerto más importante de México. Actualmente, es uno de los lugares más visitados del país.
Guadalupe Sánchez Torres, su esposa Ambrosia Carrillo y algunos amigos como Cenobio Joya, Apolonio de Robles, Cleofas Peña y Martín Andrade, entre otros, fundaron la ciudad en la época independiente, el 12 de diciembre de 1851, por quienes le dieron el nombre de Las Peñas de Santa María de Guadalupe por ser ese día el dedicado a la virgen. 
Fue renombrada por Puerto Vallarta, en honor de Ignacio Luis Vallarta, exgobernador del estado y el puerto es declarado de altura. Este cambio fue hecho a petición del diputado Dr. Marcos Guzmán el 31 de mayo de 1918, pero fue hasta el 5 de junio de 1918 cuando el decreto referido se publicó.

## Símbolos

### Escudo
El escudo de armas, fue diseñado por el pintor jalisciense José Manuel Martínez Peña. fue solicitado por el ayuntamiento de Puerto Vallarta en 1968 con motivo de la elevación del pueblo a la categoría de ciudad y se adoptó oficialmente el 31 de mayo de 1968, en el marco de los festejos por el quincuagésimo aniversario de Puerto Vallarta como municipio.
Está formado por cuatro cuarteles simétricos que representan la historia de Puerto Vallarta y su trayectoria económica y social. El campo superior derecho muestra los orígenes del puerto, ostentando la primera casa a la orilla del mar del primer poblador.
El campo inferior derecho representa el motivo por el cual la comisaría fue elevada a municipalidad y el porqué del cambio de nombre a Puerto Vallarta. La fase superior izquierda representa la principal actividad económica del puerto en la época actual que es el turismo, representado por un pez vela, que abunda en la bahía.
En la parte inferior izquierda está representado el pensamiento y obra de los habitantes del puerto que siempre tienden la mano con afecto y sinceridad a todos los visitantes. El escudo está enmarcado por un ancla marina que pende de un cable festonado como símbolo de que la ciudad, en términos poéticos, es hija del mar.

## Historia

### Época Virreinal
Los restos arqueológicos más antiguos que se han encontrado en Puerto Vallarta, hasta la fecha, provienen del sitio llamado La Pedrera en la calle Costa Rica, en la colonia Lázaro Cárdenas. Es probable que los primeros asentamientos se hayan establecido alrededor del año 300 a. C. en el Preclásico Medio. Mil años después, llegó la gente de Aztatlán en el Post Clásico Temprano; y finalmente estuvo habitado por grupos de la cultura Banderas en el Post Clásico Tardío. Esta cultura fue la que encontraron los españoles cuando llegaron al valle.
El Teniente Lázaro Blanco dice en su Relación de Compostela, escrita en 1584, que los naturales llamaban a este valle “Xihutla” que quiere decir “lugar donde crece la hierba”. El capitán Francisco Cortés de San Buenaventura fue el conquistador de esta región. Narran los cronistas que cuando llegó al pueblo de Tintoque, estaban esperándolo a la entrada más de veinte mil indios armados y portando una banderita de plumas en la mano y otra en el carcaj.
Los españoles traían cuatro estandartes reales y una de damasco rojo con una imagen de La Purísima al frente y una cruz por atrás. Al ver tantos enemigos, el fraile que venía con ellos se arrodilló para pedir el auxilio divino. Al momento, el estandarte de Damasco se llenó de resplandores, infundiendo valor en los soldados y pavor en los indios, quienes se rindieron dejando a los pies del padre sus banderitas y sus armas. Esto sucedió en marzo de 1525. Por esto, los españoles le dieron al valle el nombre de Banderas y así se llama hasta hoy.
Puerto Vallarta permaneció aislado del resto del mundo entre la sierra, el océano y el río Ameca por muchos años. La actividad económica se encontraba en los pueblos de Cuale, San Sebastián y Mascota, en las minas de plata. El área que hoy corresponde a Puerto Vallarta se usó para la carga y descarga de suministros para las compañías mineras de los pueblos de las montañas. En ese momento el lugar se conocía como Las Peñas de Santa María de Guadalupe, bautizado así por Don Guadalupe Sánchez Torres, comerciante de sal, quién visitaba regularmente Las Peñas, ya que las minas requerían grandes cantidades de sal para refinar la plata.

### sigloXX

#### Fundación
Con la llegada de la familia de Don Guadalupe Sánchez Torres el 12 de diciembre de 1851 y de otras familias, como la de Cenobio Joya, Apolonio de Robles, Cleofás Peña y Martín Andrade, entre otras; el puerto se empezó a poblar y su economía a crecer. Algunas familias se dedicaron a la agricultura, otras al ganado y otras al comercio. Para 1880 ya contaba con 1,500 habitantes. En 1885 el puerto se abrió oficialmente a la navegación nacional. En ese mismo año fue establecida una oficina de Aduana Marítima, y se declaró al pueblo un lugar político y judicial oficialmente llamado Las Peñas. Pero no fue sino hasta el 31 de mayo de 1917, que Las Peñas obtuvo el título de municipio y con él un nuevo nombre: Puerto Vallarta, en honor al gobernador de Jalisco, Ignacio Luis Vallarta.

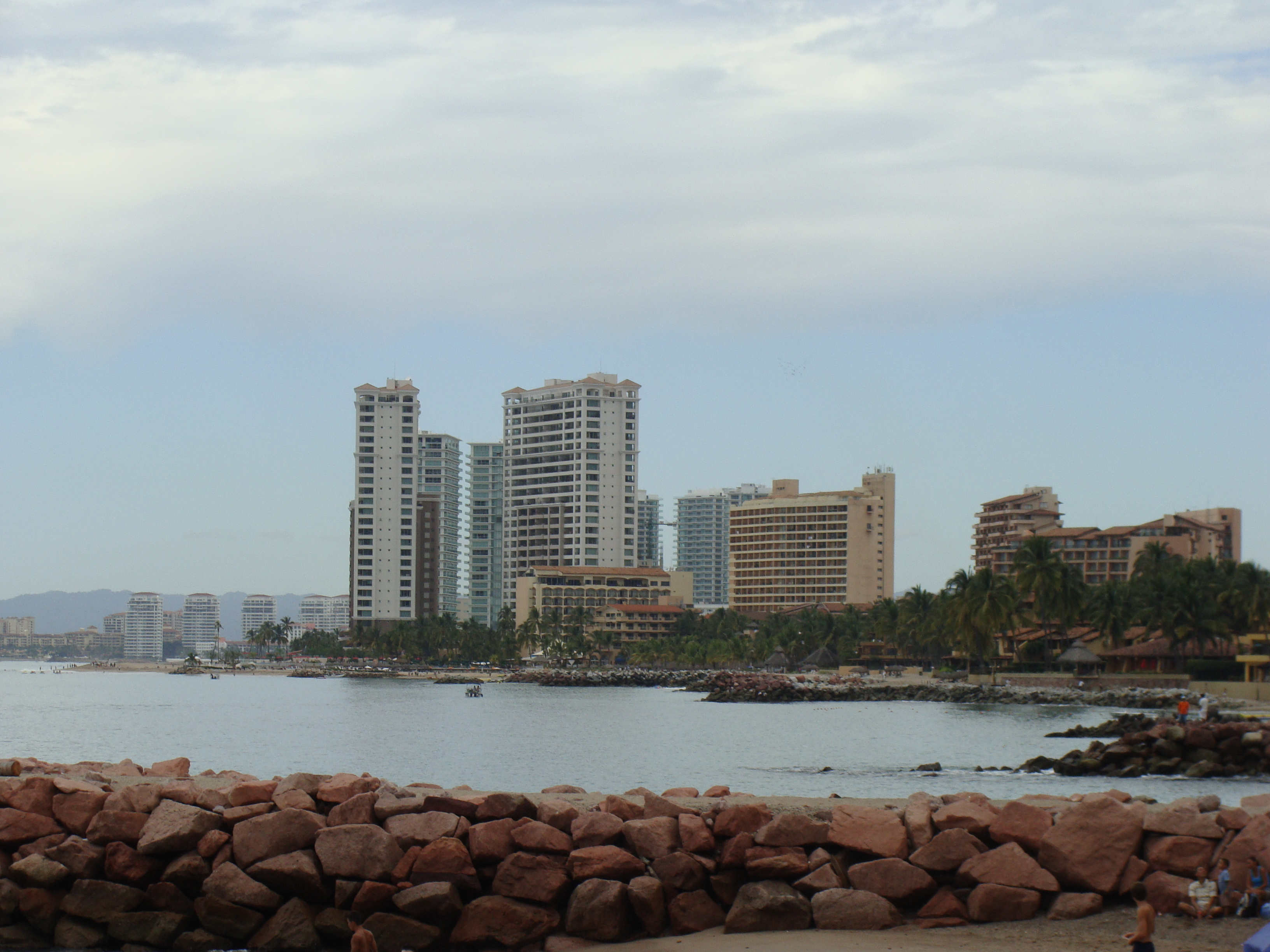
Edificios en la bahía.

Al decaer la minería en los pueblos de la montaña, tanto estos como Puerto Vallarta centraron su economía en la agricultura, sobre todo con la llegada de la compañía Montgomery Fruit en 1925. Sin embargo, con la entrada en vigor de la reforma agraria en 1935, la Montgomery Fruit se tuvo que ir de México y Puerto Vallarta debió buscar otra manera de subsistir. Durante algunos años su nueva fuente de riqueza la encontró en la pesca, sobre todo de tiburón, ya que su carne y aletas se exportaban para los restaurantes chinos en Nueva York y el nutritivo aceite de su hígado se usaba como suplemento alimenticio para los soldados en guerra. 
Sin embargo, a partir de 1930 empezaban a llegar turistas nacionales y extranjeros atraídos por la tranquilidad y la belleza natural del puerto, quienes cada año se incrementaban en número. Esto permitió la apertura de diferentes negocios dedicados al turismo incluyendo una ruta aérea a cargo de Mexicana de Aviación.
Aun así, Puerto Vallarta seguía siendo casi desconocido para México y el resto del mundo, hasta que un suceso internacional catapultó a este sitio como destino turístico y lo puso ciertamente en el mapa en 1964. la filmación de la película La noche de la iguana. Puerto Vallarta ha continuado siendo lugar de filmación. En las zonas selváticas circundantes se filmó la película Predator, protagonizada por Arnold Schwarzenegger así como la serie televisiva Acapulco Heat, Puerto Vallarta Squeeze 2003 con actores como Héctor Soberón, Harvey Keitel, Mariano Maddio y el ya fallecido actor Jonathan Brandis quien protagonizó su último rodaje, Beverly Hills Chihuahua (2008). Gracias a su infraestructura hotelera, el puerto también ha sido la sede de eventos de belleza (recientemente, "La chica Maxim 2005-2006") y de conferencias internacionales, como la de 1994 de la Comisión Ballenera Internacional en la cual se creó el santuario ballenero en los mares del sur.
Puerto Vallarta se convertiría poco a poco en destino turístico de clase mundial que es hoy en día. El gobernador Medina Ascencio abogó para que las autoridades federales dotaran a Puerto Vallarta de la infraestructura adecuada para atender a los visitantes que cada vez llegaban en mayor número al puerto.

#### Estatus de ciudad
En 1968 se le dio el estatus de ciudad, y se concedieron los fondos para construir un puente sobre el río de Ameca que conectaría a Puerto Vallarta con el estado de Nayarit, la carretera costera de Barra de Navidad a Puerto Vallarta, el camino de Compostela a Las Varas y Puerto Vallarta, y el Aeropuerto Internacional llamado Gustavo Díaz Ordaz, en honor de quién era el presidente en turno. Gracias a la influencia de Medina Ascencio, la ciudad disfrutó pronto de energía eléctrica y telefonía. Además, durante el gobierno de Medina Ascencio fueron construidos el hotel Camino Real y un Banamex, así como el primer puerto en Jalisco en el estero El Salado, permitiendo la llegada de cruceros al puerto. 
El gobernador logró que en 1970 la reunión entre los presidentes Gustavo Díaz Ordaz de México y Richard Nixon de los Estados Unidos se llevará a cabo en Puerto Vallarta, ya que esto daría una exposición internacional a la ciudad. En ese mismo año, el presidente dio a Air France una concesión para abrir un vuelo a Puerto Vallarta, permitiendo la llegada de turismo europeo.
Y así durante esa década Puerto Vallarta siguió creciendo y desarrollándose como destino turístico, recibiendo la inversión de grandes cadenas hoteleras. Para el final de los 70 ya contaba con 57,000 habitantes. Sin embargo, al final de la década de los 80 ya había alcanzado los 112,000 habitantes y los turistas llegaban por tierra, mar y aire. 

### Expansión de la ciudad
Puerto Vallarta no tenía capacidad de albergar semejante expansión, por lo que en 1986 se comenzó a construir la zona de Marina Vallarta. Este desarrollo incluiría una escuela, condominios, un sitio residencial, un centro comercial y grandes propiedades hoteleras, así como 450 espacios para botes y yates; para terminarse en 1993. En 1996 se creó el Fondo Mixto de Turismo de Puerto Vallarta, institución que se ha encargado del manejo de los fondos creados a través de un impuesto del 2 % en la ocupación de cuartos de hotel. Estos fondos se han utilizado en la promoción del destino nacional e internacionalmente. 
Pero han sido los esfuerzos colectivos del fondo, hoteles, restaurantes, agentes de viajes, operadores de tours, etc. los que han hecho que Puerto Vallarta se ganara un lugar entre los mejores destinos de playa de clase mundial, comparado con Bali, Nueva Zelanda o Ibiza. 
Aun así, Puerto Vallarta conserva todavía su propia identidad que se puede observar en su centro con el tradicional aspecto del viejo pueblecito pintoresco con sus calles empedradas y sus casas con techos de teja roja; en la belleza natural de la Bahía de Banderas rodeada por las imponentes montañas de la Sierra Madre Occidental y sus aguas profundas calurosas o refrescantes, dependiendo de la estación, y en la maravillosa biodiversidad que alberga.
Pueden admirarse lagunas y pájaros durante todo año, mientras que las ballenas jorobadas y delfines juguetean en la bahía durante algunos meses al año. Hay pescado para cocinarse en ceviche o asado en parrillas. Los peces vela son dignos de torneos internacionales, y los peces de vívidos colores pueden ser admirados buceando bajo de la superficie del agua de la bahía.
En las colinas, el bosque tropical da la bienvenida a motociclistas, jinetes a caballo y ciclistas montañeses. Cruzando los arroyos y refrescándose en fosas formadas por sus cascadas, los exploradores aprenden a distinguir las higueras de las parotas y amapas.
Durante los meses de verano, en las playas, por la noche, las tortugas marinas ponen sus huevos. La Bahía de Banderas es definitivamente una maravilla y un fuerte atractivo para el turismo.

### sigloXXI

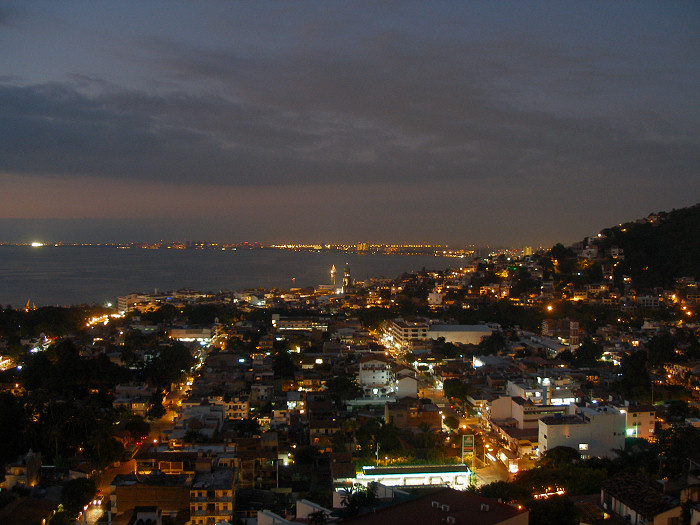
Puerto Vallarta de noche.

Dada su situación geográfica, en el fondo de la Bahía de Banderas, Puerto Vallarta casi nunca es azotada directamente por huracanes. Sin embargo, el viernes 25 de octubre del 2002 el Huracán Kenna, el tercero de mayor poder en la historia reciente de México, después de cambiar bruscamente de dirección, tocó tierra a poca distancia al norte de Puerto Vallarta, con vientos de hasta 260 kilómetros por hora y olas de hasta ocho metros de altura, afectando al puerto seriamente.
Aunque en la ciudad no se reportaron muertes por el huracán, si se presentaron por el tsunami. Se estima que más de 40 personas resultaron heridas (fuente: Carlos García, comandante de la zona 41 en Puerto Vallarta, a la agencia Reuters) y los daños materiales ascendieron a 10 millones de dólares. Centro esencial de actividad turística, comercial y recreativa, la zona del Paseo Díaz Ordaz (popularmente conocida como el malecón) fue la más afectada.
El viejo malecón fue totalmente destruido por los efectos del huracán Kenna en el 2002, así como la escultura "Los Arcos", uno de los emblemas de la ciudad, que se encontrara en uno de sus extremos.
Asimismo, los centros comerciales de la zona fueron gravemente afectados, dado que la marejada derribó sus puertas y paredes, al proyectar automóviles contra ellos. Esto originó saqueos posteriores. En otras zonas contiguas al mar o de baja altitud, casi todos los edificios (principalmente hoteles) presentaron daños y algunos quedaron destruidos o debieron ser demolidos.
Pese a ello, la recuperación de la infraestructura comercial, hotelera y de servicios del puerto fue muy rápida, gracias a la asignación de fondos especiales por parte de los gobiernos estatal y federal, así como por la Unión Europea y a una campaña de difusión y promoción turística del puerto. Se aprovechó la desaparición del anterior malecón para diseñar y construir uno totalmente nuevo, más amplio, accesible y reforzado.
Fue sede del Campeonato de Fútbol Playa de Concacaf en los años 2008, 2009, 2010 y 2019.
En 2011 fue partícipe de los Juegos Panamericanos de Guadalajara 2011, como subsede más importante de la justa continental, albergando las competencias de Vela, nado en aguas abiertas, triatlón y voleibol de playa. Durante la justa deportiva se hicieron presentes en la ciudad alrededor de diez mil personas entre deportistas, familiares, periodistas.

## Geografía

### Clima
El clima es semicálido subhúmedo con lluvias en verano. La precipitación se ubica en los 1,392 mm. Últimamente, en invierno se están presentando temperaturas desde 13.0 hasta 26.0 grados centígrados.

El clima de Puerto Vallarta es semicálido subhúmedo con lluvias en verano. La precipitación se ubica en los 1392 mm.
| Parámetros climáticos promedio de Puerto Vallarta, Jalisco | Parámetros climáticos promedio de Puerto Vallarta, Jalisco | Parámetros climáticos promedio de Puerto Vallarta, Jalisco | Parámetros climáticos promedio de Puerto Vallarta, Jalisco | Parámetros climáticos promedio de Puerto Vallarta, Jalisco | Parámetros climáticos promedio de Puerto Vallarta, Jalisco | Parámetros climáticos promedio de Puerto Vallarta, Jalisco | Parámetros climáticos promedio de Puerto Vallarta, Jalisco | Parámetros climáticos promedio de Puerto Vallarta, Jalisco | Parámetros climáticos promedio de Puerto Vallarta, Jalisco | Parámetros climáticos promedio de Puerto Vallarta, Jalisco | Parámetros climáticos promedio de Puerto Vallarta, Jalisco | Parámetros climáticos promedio de Puerto Vallarta, Jalisco | Parámetros climáticos promedio de Puerto Vallarta, Jalisco |
| Mes                                                        | Ene.                                                       | Feb.                                                       | Mar.                                                       | Abr.                                                       | May.                                                       | Jun.                                                       | Jul.                                                       | Ago.                                                       | Sep.                                                       | Oct.                                                       | Nov.                                                       | Dic.                                                       | Anual                                                      |
| ---------------------------------------------------------- | ---------------------------------------------------------- | ---------------------------------------------------------- | ---------------------------------------------------------- | ---------------------------------------------------------- | ---------------------------------------------------------- | ---------------------------------------------------------- | ---------------------------------------------------------- | ---------------------------------------------------------- | ---------------------------------------------------------- | ---------------------------------------------------------- | ---------------------------------------------------------- | ---------------------------------------------------------- | ---------------------------------------------------------- |
| Temp. máx. abs. (°C)                                       | 35.0                                                       | 35.0                                                       | 36.0                                                       | 36.0                                                       | 43.5                                                       | 45.0                                                       | 45.0                                                       | 39.0                                                       | 38.0                                                       | 39.0                                                       | 37.0                                                       | 36.0                                                       | 45.5                                                       |
| Temp. máx. media (°C)                                      | 28.8                                                       | 28.9                                                       | 29.2                                                       | 30.1                                                       | 31.6                                                       | 32.7                                                       | 33.7                                                       | 34.0                                                       | 33.7                                                       | 33.7                                                       | 32.3                                                       | 29.7                                                       | 31.5                                                       |
| Temp. media (°C)                                           | 23.0                                                       | 22.9                                                       | 23.3                                                       | 24.2                                                       | 26.3                                                       | 28.1                                                       | 28.7                                                       | 28.8                                                       | 28.7                                                       | 28.2                                                       | 26.3                                                       | 24.2                                                       | 26.1                                                       |
| Temp. mín. media (°C)                                      | 17.3                                                       | 16.9                                                       | 17.5                                                       | 18.3                                                       | 21.0                                                       | 23.5                                                       | 23.6                                                       | 23.7                                                       | 23.7                                                       | 22.8                                                       | 20.3                                                       | 18.6                                                       | 20.6                                                       |
| Temp. mín. abs. (°C)                                       | 11.0                                                       | 10.5                                                       | 10.0                                                       | 0.5                                                        | 12.0                                                       | 18.0                                                       | 20.0                                                       | 20.0                                                       | 19.0                                                       | 18.5                                                       | 10.0                                                       | 10.0                                                       | 0.5                                                        |
| Precipitación total (mm)                                   | 25.0                                                       | 6.6                                                        | 5.9                                                        | 7.4                                                        | 10.6                                                       | 209.6                                                      | 362.4                                                      | 315.3                                                      | 360.0                                                      | 119.9                                                      | 13.0                                                       | 19.2                                                       | 1454.9                                                     |
| Humedad relativa (%)                                       | 67                                                         | 65                                                         | 65                                                         | 67                                                         | 68                                                         | 69                                                         | 69                                                         | 70                                                         | 70                                                         | 68                                                         | 67                                                         | 68                                                         | 68                                                         |
| Fuente n.º 1: Servicio Meteorológico Nacional              |                                                            |                                                            |                                                            |                                                            |                                                            |                                                            |                                                            |                                                            |                                                            |                                                            |                                                            |                                                            |                                                            |
| Fuente n.º 2: Weatherbase                                  |                                                            |                                                            |                                                            |                                                            |                                                            |                                                            |                                                            |                                                            |                                                            |                                                            |                                                            |                                                            |                                                            |

### Distancias
Distancia de Puerto Vallarta a algunas ciudades de México por carretera:
- Guadalajara - 336 kilómetros (209 mi)
- León - 554 kilómetros (344 mi)
- Santiago de Querétaro - 704 kilómetros (437 mi)
- Ciudad de México - 867 kilómetros (539 mi)
- Nuevo Laredo - 957 kilómetros (595 mi)
- Puebla - 1062 kilómetros (660 mi)
- Monterrey - 1120 kilómetros (696 mi)
- Acapulco - 1305 kilómetros (811 mi)
- Tijuana - 1760 kilómetros (1094 mi)

## Gobierno

### Presidente municipal
El actual presidente municipal de Puerto Vallarta es Luis Ernesto Munguía González, desde el 1 de octubre de 2024 hasta el 30 de septiembre de 2027. Fue elegido en las Elecciones estatales de Jalisco de 2024, de 2 de junio de 2024. Está afiliado al partido Verde Ecologista.

### Ayuntamiento
El Ayuntamiento como máximo órgano del gobierno municipal, es el encargado de la administración del municipio. Es el principal responsable de formar, ordenar y ubicar sus acciones con el fin de obtener mejoría en la calidad de vida de la población y un desarrollo completo del territorio municipal.

## Demografía

### Población

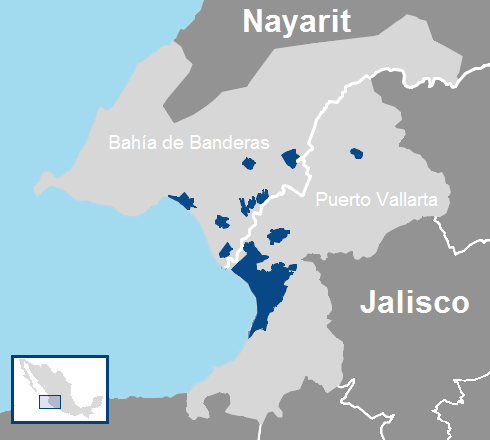
Mapa de la zona metropolitana.

De acuerdo a los resultados que presenta el INEGI en el Censo de Población y Vivienda 2020, la localidad contaba para ese año, con un total de 224 166 habitantes por lo cual es la 5.ª ciudad más poblada del estado de Jalisco y la 73.ª ciudad más poblada de México. El 93% de la población municipal es católica. El 7% restante se divide entre creyentes evangelistas, judíos y otras.[cita requerida]
| Gráfica de evolución demográfica de Puerto Vallarta entre 1900 y 2020                             |
|                                                                                                   |
| Población de los censos del Instituto Nacional de Estadística y Geografía (INEGI) de 1900 a 2020. |

### Zona metropolitana
Es la región urbana resultante de la fusión del municipio de Bahía de Banderas en Nayarit con el municipio de Puerto Vallarta, estos dos municipios comparten una conurbación continua que alberga una población de más 479 471 habitantes, convirtiéndose en la 40.ª zona metropolitana más poblada de México y la 2.ª más poblada en el estado de Jalisco y Nayarit, según el Instituto Nacional de Estadística y Geografía en 2020.

### Población indígena
Puerto Vallarta es el séptimo municipio con más población que habla alguna lengua indígena en el estado.
| Año  | Población indígena | % en el municipio | Principal lengua indígena |
| ---- | ------------------ | ----------------- | ------------------------- |
| 1995 | 1,241              | 0.82              | Náhuatl                   |
| 2000 | 2,504              | 1.35              | Náhuatl                   |
| 2005 | 3,801              | 1.72              | Náhuatl                   |
| 2010 | 5,070              | 1.98              | Náhuatl                   |

## Servicios públicos

### Salud
La atención a la salud en el municipio está a cargo de la Secretaría de Salud del Gobierno del Estado, dos Clínicas de Servicios Médicos Municipales, un Hospital Regional, Tres unidades médicas del Instituto Mexicano del Seguro Social (IMSS), una Unidad para trabajadores del gobierno federal ISSSTE, un puesto de socorro de la Cruz Roja y varias clínicas y hospitales particulares.

### Educación
En la actualidad existen diversos planteles de educación superior. El Centro de Estudios Universitarios Arkos (CEUArkos), es pionero en educación superior en Puerto Vallarta. El 2 de septiembre de 1990, bajo el liderazgo del Ingeniero Eduardo Espinosa Herrera se impartió la primera clase a nivel licenciatura en Puerto Vallarta, siendo las dos primeras licenciaturas en la historia del puerto Contaduría y Administración de Empresas Turísticas. El CEUArkos atendió y sigue atendiendo las necesidades de educación de nivel superior de Puerto Vallarta y municipios aledaños.
El Centro Universitario de la Costa UdeG tiene una comunidad universitaria que supera los cinco mil alumnos, siendo uno de los centros universitarios más importante de la región. En mayo de 1994 la Universidad de Guadalajara crea la Red Universitaria conformándose así, seis centros temáticos y 8 centros regionales ubicados en las zonas más dinámicas del Estado. El Centro Universitario de la Costa de la Universidad de Guadalajara, es establecido entonces como un modelo de educación superior para impulsar el desarrollo social y cultural de la región de Puerto Vallarta, atendiendo además la demanda de los municipios de Talpa de Allende, Cabo Corrientes, Mascota, Tomatlán, San Sebastián del Oeste, y la parte sur del estado de Nayarit.
Otros centros universitarios que se encuentran en la ciudad son:
Universidad Univa * 
Posterior a estos llegaron el Instituto Tecnológico Superior * 
Universidad América Latina.
Universidad Vizcaya las Américas
Universidad de la Vera Cruz.

#### Escuelas privadas
En Puerto Vallarta hay tantas escuelas privadas que es imposible nombrarlas todas

## Transporte

### Vías de transporte

#### Autopistas y carreteras
- Carretera Federal 200, también llamada Carretera Costera del Pacífico, va desde la ciudad de Tepic, Nayarit, a Puente Talismán en el estado de Chiapas, ya en la frontera internacional con Guatemala, comunica las ciudades mexicanas de Tapachula y Tepic a lo largo de la costa mexicana del Pacífico por lo cual es un eje importante de comunicaciones en la zona ya que cruza por Nayarit, Jalisco, Colima, Michoacán, Guerrero, Oaxaca y Chiapas; tiene una longitud de cerca de 2000 km.

- Carretera Estatal 544, cruza Ixtapa, Puerto Vallarta y algunas localidades en Jalisco.

#### Aeropuerto

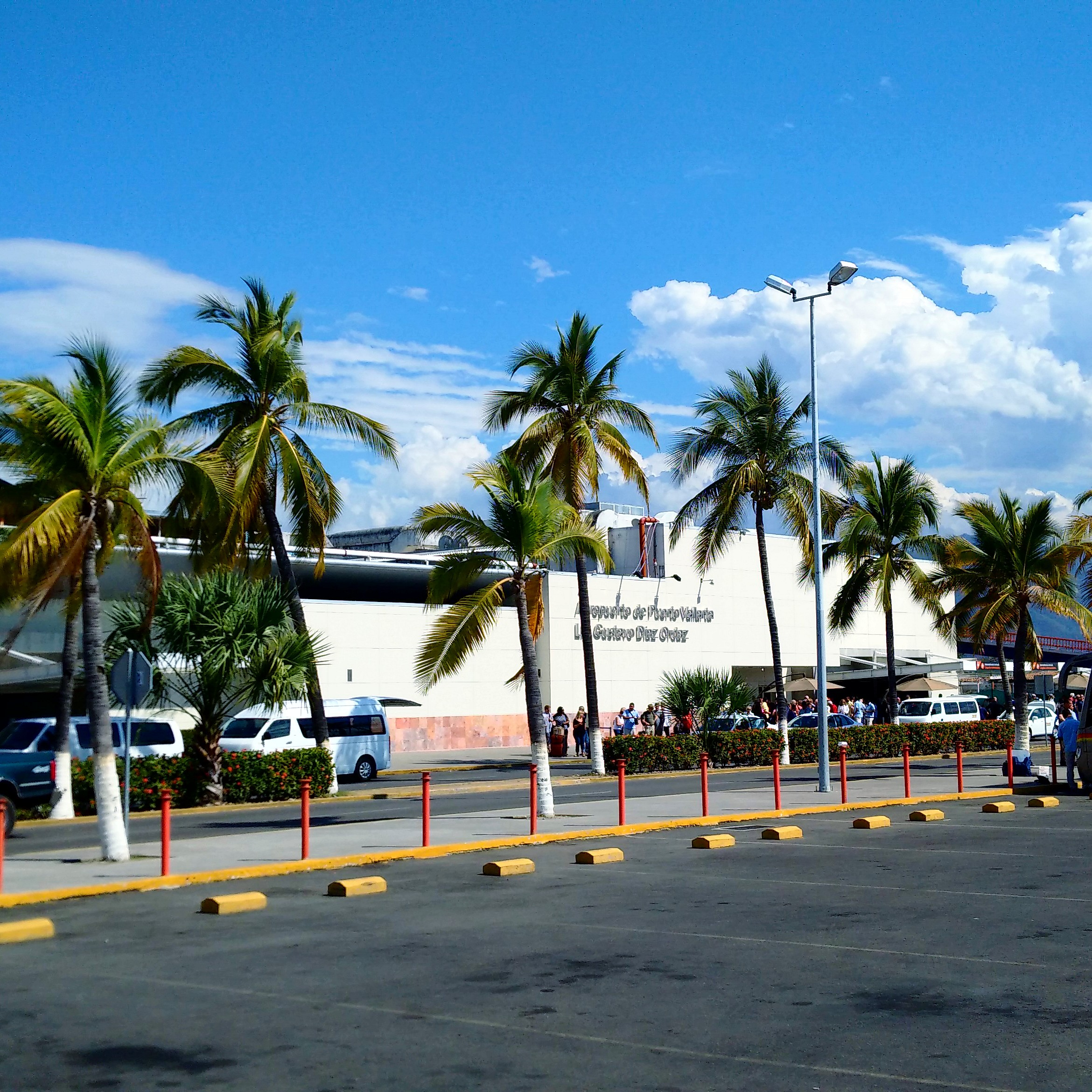
Fachada del aeropuerto.

El transporte aéreo la cubren varias aerolíneas tanto nacionales como extranjeras que cuentan con el moderno Aeropuerto Internacional de Puerto Vallarta situado a seis kilómetros al norte de la cabecera, para sus operaciones. Se ocupa del tráfico aéreo nacional e internacional de Puerto Vallarta y Riviera Nayarit. El Aeropuerto Internacional de Puerto Vallarta es el séptimo aeropuerto más importante de México.

#### Puerto
El puerto fue construido con una posición de atraque para cruceros y una terminal para transbordadores, para 1987 se dejó de prestar este servicio; en 1966 se construyó el Muelle 2 para cruceros de 250 m de eslora y en 2007 se terminó la construcción de dos nuevos muelles y la demolición del antiguo Muelle 2.
Puerto Vallarta atiende tres líneas de negocio:
- Cruceros
- Turismo de cabotaje
- Marinas turísticas

### Medios de comunicación
El municipio cuenta prácticamente con todos los medios modernos de comunicación: correo, telégrafo, teléfono, fax, estaciones de radio y televisión, periódicos, antena parabólica y radiotelefonía.
Entre estos también se utiliza el Internet.

### Vías de comunicación
Puerto Vallarta tiene infraestructura para comunicación vía terrestre, aérea, marítima. Está comunicado con la capital del estado y con el resto del país por la carretera Guadalajara-Compostela-Vallarta, la cual continúa al sur hacia Manzanillo y por la carretera Guadalajara - Autlán - Vallarta; ambas en regulares condiciones. También puede usted trasladarse de Puerto Vallarta a Guadalajara por la ruta carretera denominada "del peregrino" (Carretera libre que atraviesa la sierra madre occidental) (Vallarta - Mascota/Talpa - Ameca - Guadalajara) Cuenta con una red de caminos vecinales, algunos revestidos, otros de terracería y brechas que intercomunican los poblados del municipio y los municipios vecinos.
Varias líneas de autobuses proporcionan transporte terrestre foráneo, mientras que la urbana y rural se efectúa en vehículos de alquiler o particulares.
El transporte marítimo se realiza en lujosos cruceros que hacen escala en el puerto durante gran parte del año. También llegan muchas embarcaciones privadas; las locales ofrecen a los turistas sus servicios y cuentan con un puerto con todas las facilidades para sus operaciones.

## Turismo

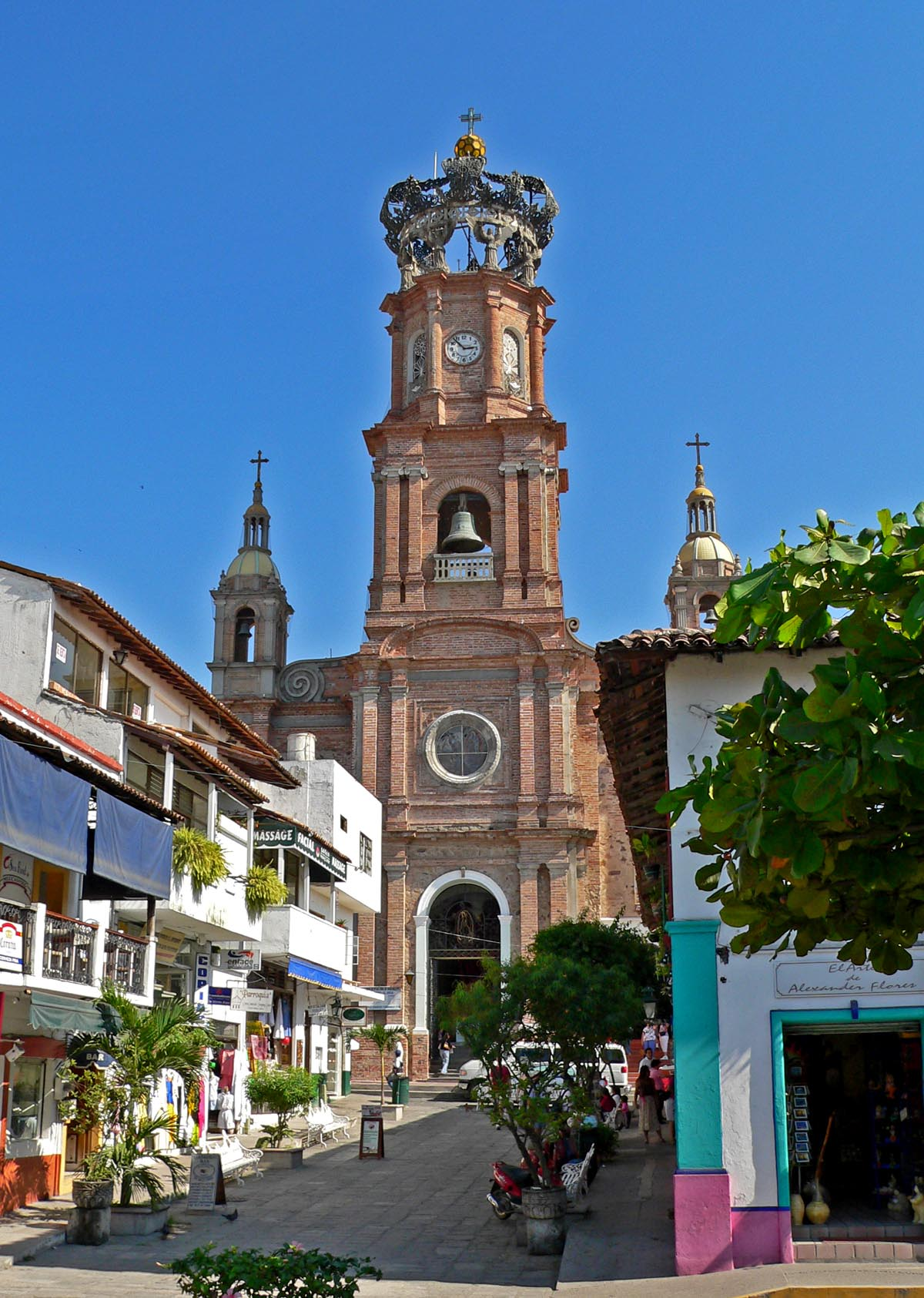
Iglesia "Nuestra Señora de Guadalupe" de Puerto Vallarta.

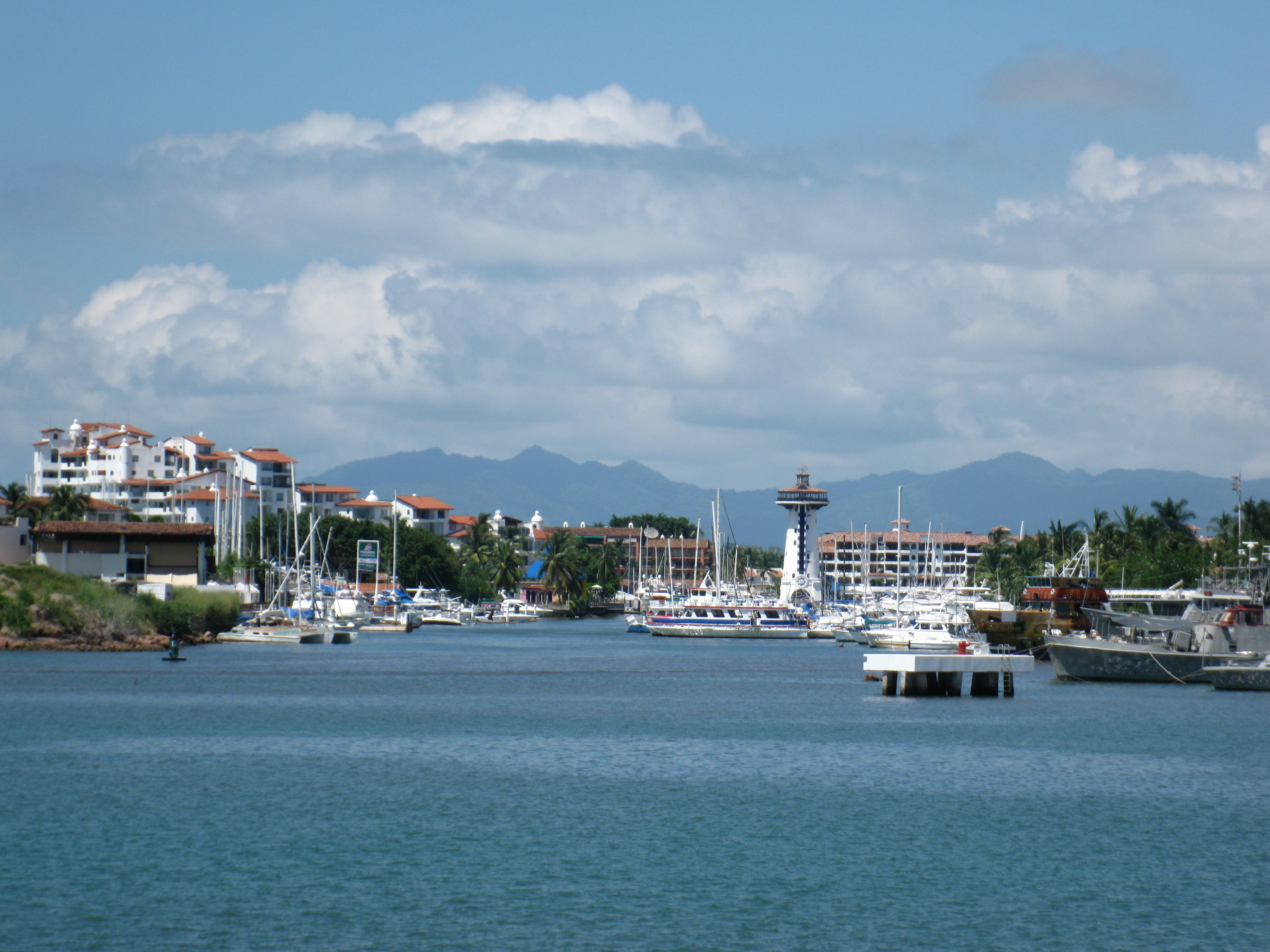
Marina Vallarta.

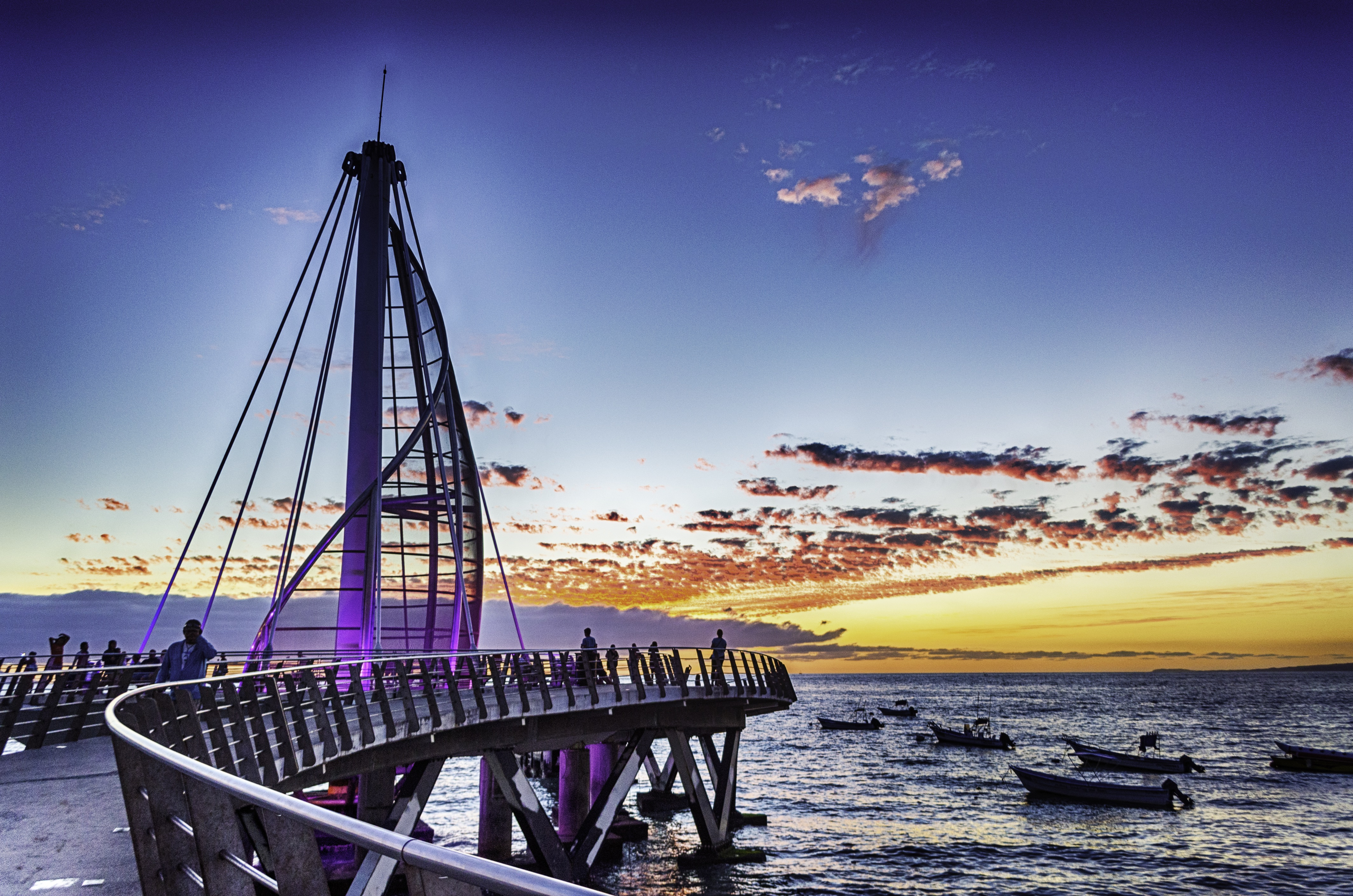
Muelle.

| [[File:Puerto Vallarta Villa del Palmar.jpg\|950px\|alt={{{Alt\|{{{descripción}}}]] Vista de la bahía. |

### Destino internacional
El turismo es uno de los principales factores para el desarrollo económico de la ciudad. Puerto Vallarta recibe aproximadamente 6 millones de turistas al año y ofrece a sus habitantes y visitantes un buen número de playas que son visitadas cotidianamente. Aquí se pueden admirar gran cantidad de bellezas naturales, monumentos históricos y obras de arte, lo cual atrae a muchos turistas nacionales y extranjeros. El turismo se encuentra ampliamente fomentado en Puerto Vallarta, pues la ciudad cuenta también con zonas de playas nudistas, ecológicas y de montañas con bellos paisajes, lo cual lo hace ampliamente atractivo para esta actividad económica. Puerto Vallarta fue la séptima ciudad con más cuartos ocupados en el año 2019, y el tercer centro de playa más importante de México; según datos proporcionados por la Secretaría de Turismo de México en el periodo de enero a diciembre de 2019.
Asimismo, a las construcciones históricas de su centro, que fueron nombradas Patrimonio cultural de Jalisco en 2018 se le suman, obras de arte, costumbres, tradiciones y leyendas muy propias de Puerto Vallarta, sin dejar de lado los eventos nacionales e internacionales se celebran, representan para sus habitantes y turistas un foco de atracción muy interesante.

### Playas

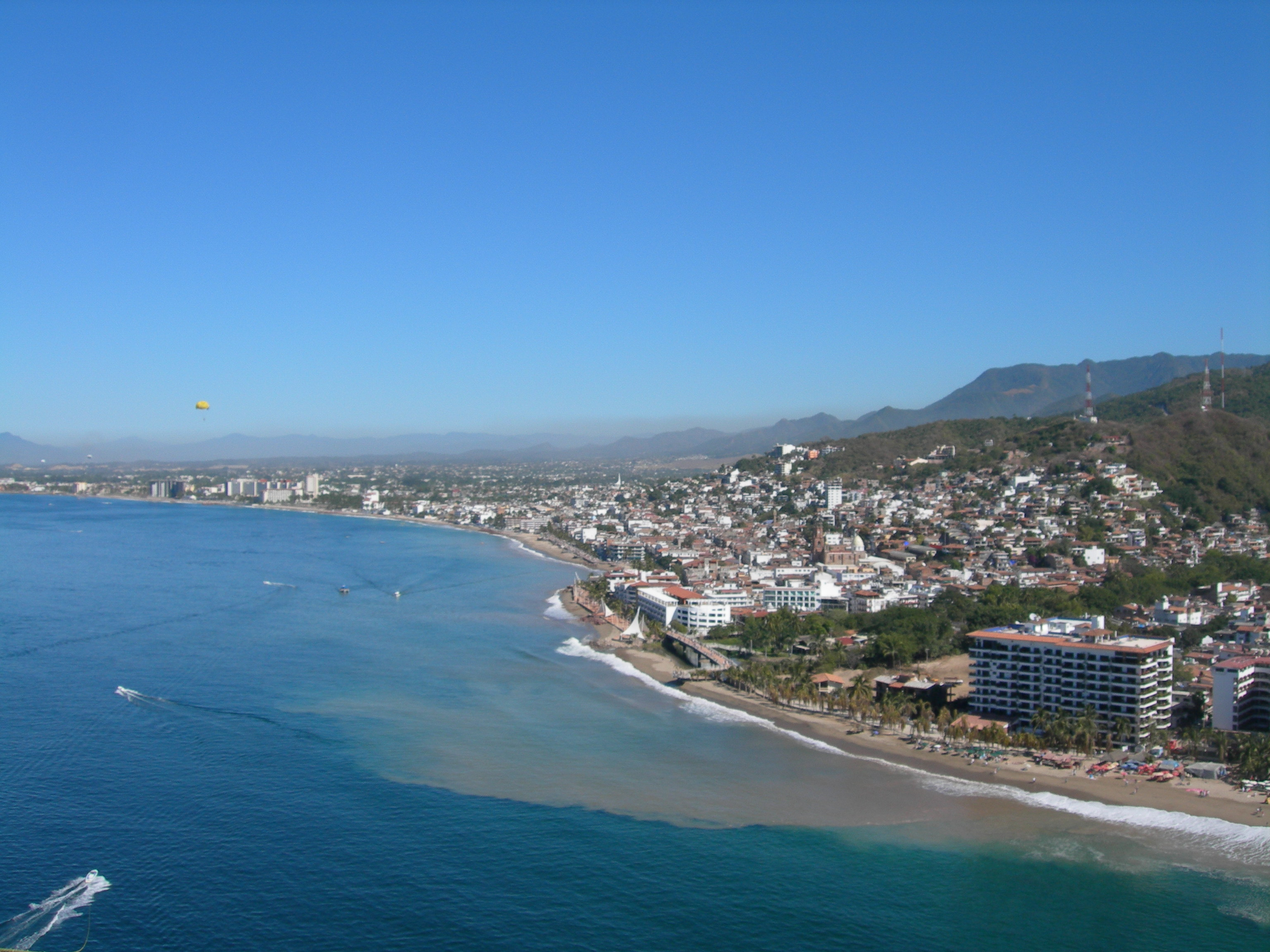
Playas de Puerto Vallarta.

Las principales playas de Puerto Vallarta son las siguientes:
- Playas Gemelas: una de las playas de arena blanca de la región. No es recomendable el acceso a esta playa por el exceso de rocas.

- Playa de los Muertos: Alberga una barra de hoteles que proporciona actividades sin descanso. En el muelle se practican diferentes actividades: natación, pesca, etc.

- Conchas Chinas: pequeño pueblo con una gran playa solitaria y pacífica.

- Playa los Camarones: cerca del centro de la ciudad, pero apartada del ruido y del bullicio de los hoteles.

- Playa Garza Blanca: pequeña playa de fina arena blanca situada al extremo sur de la bahía de Banderas.

- Playa Mismaloya: playa situada al sur de la ciudad.

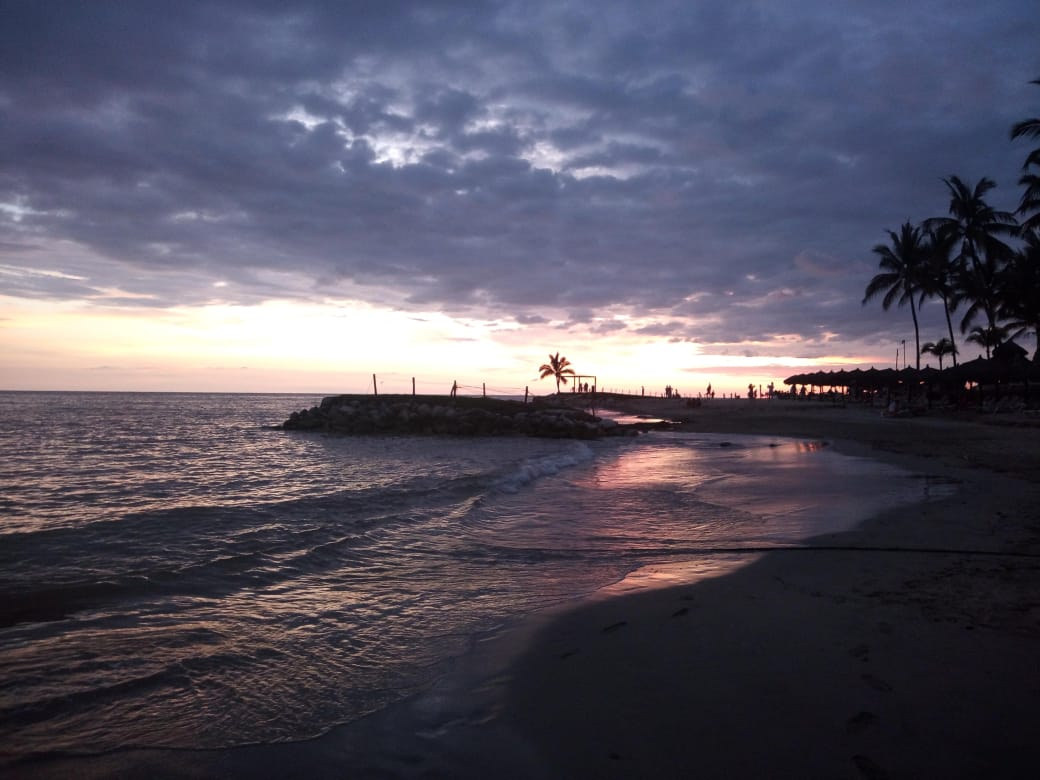
Atardecer en una playa de Puerto Vallarta

### Plazas comerciales
Puerto Vallarta cuenta con lugares para ir de compras, algunas en las plazas comerciales son:
- Plaza Marina, cuya ancla es Mega (Soriana)
- Galerías Vallarta, cuyas anclas son Liverpool y Cinemex además de que incluyen a Walmart, Sam's Club y Vips
- Plaza Península, cuya ancla es Starbucks.
- Plaza Caracol, cuyas anclas son Soriana Híper, Cinemex, LANS y C&A)
- MacroPlaza Vallarta, cuyas anclas son Office Depot, Walmart, Surtidora Departamental y Cinemex)
- Plaza Pitillal, cuyas anclas son Soriana y Cinepolis
- Zona Rosa
- Malecón de Puerto Vallarta
- Mi Bodega Ixtapa
- Mega Flamingos

### Malecón

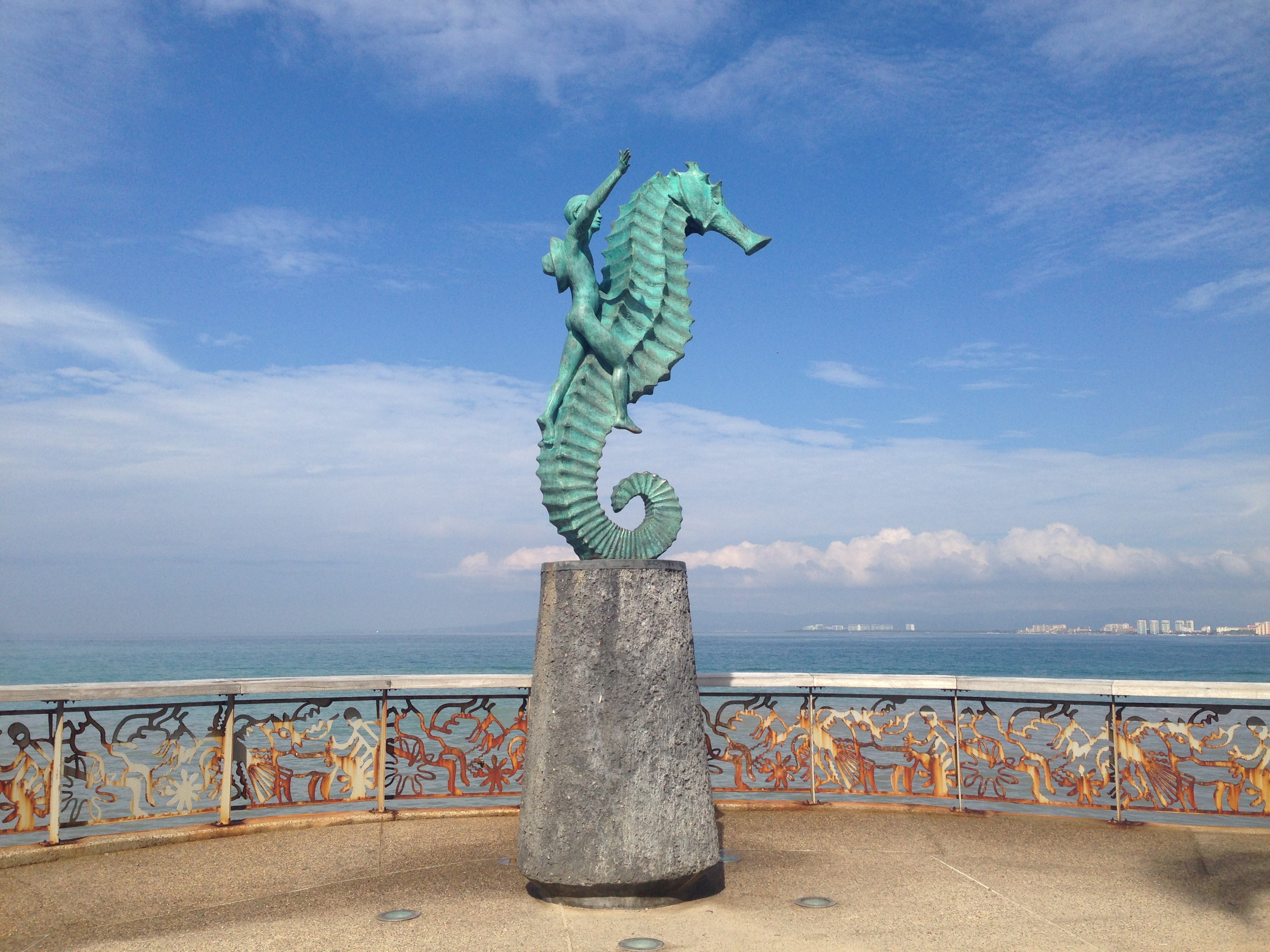
Escultura del Caballito en el Malecón de Puerto Vallarta.

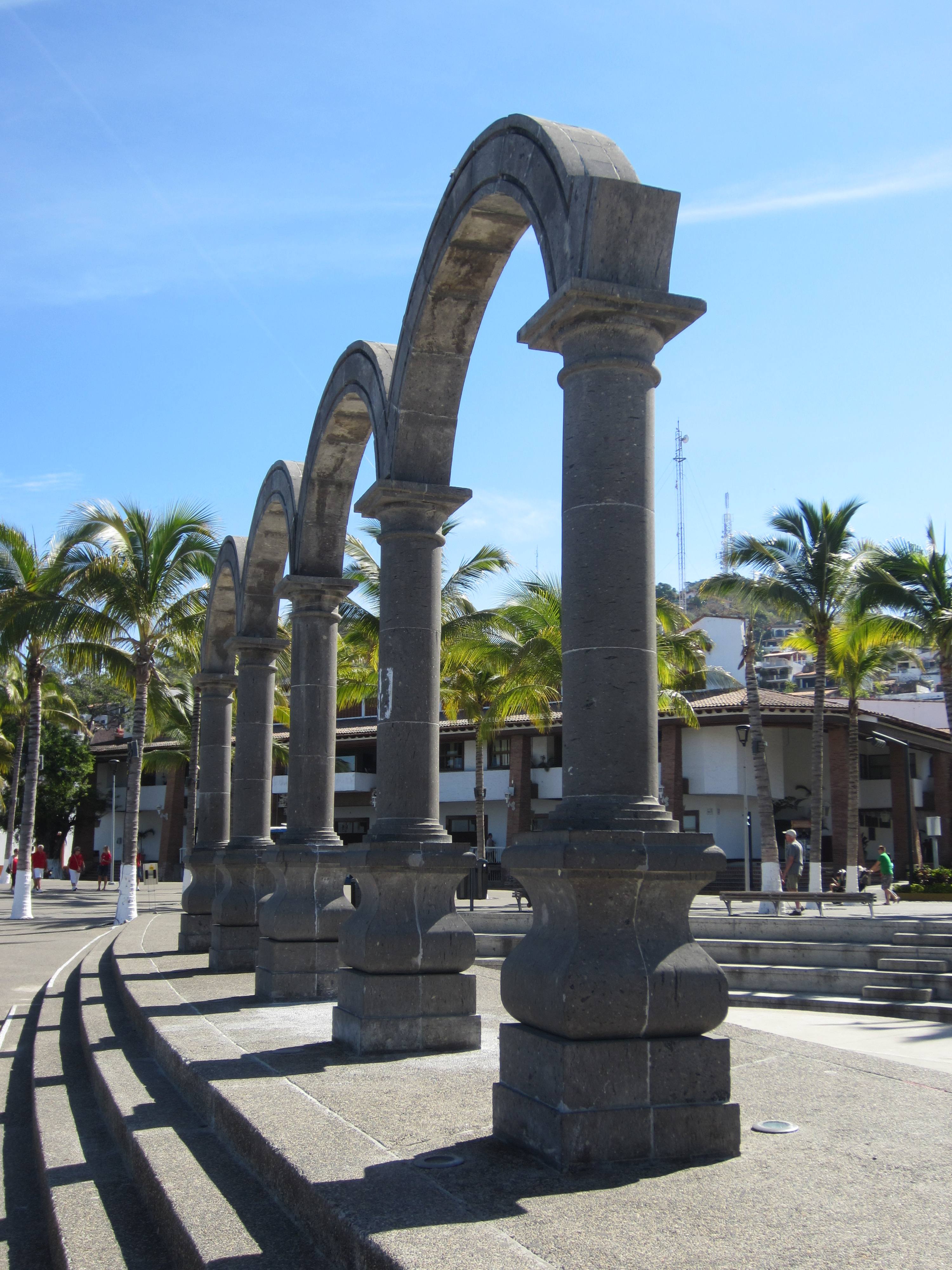
Arcos en el Malecón.

El Malecón de Puerto Vallarta consiste en un andador de aproximadamente un kilómetro de longitud que va a lo largo de la playa, desde el parque Aquiles Serdán hasta la calle 31 de Octubre. Se conforma por un rompeolas ubicando frente al mar y una avenida con un amplio corredor.
El malecón es considerado el monumento histórico más importante para los vallartenses, también conocido por sus diversas manifestaciones artísticas expresadas por una numerosa comunidad de artistas como pintores, músicos, actores, mimos, bailarines, entre otros.
"Los Arcos", ubicados al sur del malecón, los cuales provinieron de una hacienda de Guadalajara, son un espacio cultural, similar a un teatro, donde se realizan espectáculos nocturnos que se presentan al aire libre. Al frente de "Los Arcos" está ubicada la plaza principal, la Presidencia Municipal y el Templo de Nuestra Señora de Guadalupe.
A un costado de la escultura anterior y siguiendo por el malecón se encuentra la "La fuente de la amistad" escultura de James (Bud) Bottoms, donada en 1987 por la ciudad hermana Santa Bárbara, California, y una réplica de la que se encuentra en esa ciudad. A un costado se encuentra la obra de bronce "Neptuno y Nereida" del artista italiano Carlos Espino desde 1990, "El caballito" talla en bronce de Rafael Zamarripa desde 1976, "Bailarines de Vallarta o Xiutla" de Jim Demetro, "Búsqueda de la razón" figuras concebidas por Sergio Bustamante desde 1999, "La rotonda del mar" 16 esculturas eclécticas creadas por Alejandro Colunga, "El sutil comepiedras" obra de bronce y obsidiana de Jonás Gutiérrez desde 2006, "La naturaleza como madre" obra realizada en bronce y resina de Adrián Reynoso (desaparecida); "Una historia de amor", de Ramiz Barquet, desde 1984; "Los milenios", de Mathis Lidice, desde 2001; y la obra más reciente: "El unicornio de la buena fortuna" en bronce y cera, de Aníbal Riebeling.

### Otras esculturas
Además de las esculturas del Malecón hay otras esculturas en la ciudad, como "La ballena y su cría", que se instaló en el año 2000 cerca de la Marina Vallarta y es un tributo a estas enormes viajeras.
Dicha obra fue creada por el escultor Octavio González, pesa aproximadamente 12 toneladas, mide 8 metros de alto y 13 largo. Otra de las obras de este escultor es el igual Neptuno ubicado también en la entrada de Marina Vallarta.
A pesar de lo que se creería, este talentoso artista realiza sus obras en un rústico taller ubicado en las orillas de la ciudad y su talento lo ha llevado a ser contratado por otros estados de la república para realizar esculturas similares representativas de la región.

## Cultura
La ciudad además de su acervo escultórico, es cuna del pintor naïf Manuel Lepe reconocido mundialmente, sus obras muestran el Vallarta de antaño, pueblerino y amable, una de sus obras se puede apreciar en el interior de la Presidencia Municipal. Es sede también importante de diversos festivales a lo largo del año. Entre ellos se pueden citar el Festival Internacional Gourmet de Puerto Vallarta y Riviera Nayarit; donde chefs de talla internacional acuden e imparten eventos de gran calidad, el Festival Cultural de Mayo, que conmemora su aniversario como municipio; la Muestra Internacional de Cine; el Art Walk o Caminata del arte, en la que participan las galerías ubicadas en el centro y la zona romántica durante la temporada de invierno; el Campeonato Nacional Charro. Además de las artes vibrantes, el área es bien conocida como para la comunidad LGBTQ.
En un marco más tradicional, los festejos a la Virgen de Guadalupe del 1 al 12 de diciembre, con sus peregrinaciones, antojitos mexicanos, carros alegóricos, música-alabanzas, flores, fuegos pirotécnicos, danzas prehispánicas y un gran número de fieles que acuden a la Iglesia de Guadalupe. De la misma manera los jueves y domingos en el quiosco frente al edificio de la Presidencia Municipal, la Banda Municipal hace bailar sones y danzones a vallartenses y transeúntes. En la plaza Lázaro Cárdenas y en Los Arcos se dan pequeños shows de mimos y payasos por las tardes.
Puerto Vallarta, además de su riqueza cultural, cuenta con una Biblioteca Pública, en la cual se ofrecen diferentes opciones de talleres y cursos para niños y adultos, un acervo de más de 30 000 ejemplares en libros español-inglés, Biblioteca Los Mangos se enfoca a inspirar, educar y brindar oportunidades a la población.

### Monumentos históricos

#### Templo de Nuestra Señora de Guadalupe
El Templo de Nuestra Señora de Guadalupe, su construcción se inició en 1918. La fachada es de ladrillo aparente, la torre central de cuatro cuerpos se construyó en la década de los 50 y en 1965 se remató con una corona de concreto sostenida por ocho ángeles del mismo material, siguiendo el diseño del escultor J. Esteban Ramírez Guareño.

### Filmografía
Después de La noche de la iguana (1964), Herbie Goes Bananas (1980) Puerto Vallarta ha continuado siendo lugar de filmación. En las zonas selváticas circundantes se filmó la película Predator, protagonizada por Arnold Schwarzenegger así como la serie televisiva Acapulco HEAT, Puerto Vallarta Squeeze 2003 con actores como Héctor Soberón, Harvey Keitel, Mariano Maddio y el ya fallecido actor Jonathan Brandis quien protagonizó su último rodaje, Beverly Hills Chihuahua (2008) Y la más reciente Sin límites "Limitless" dirigida por Neil Burger. Gracias a su infraestructura hotelera, el puerto también ha sido la sede de eventos de belleza (recientemente, "La chica Maxim 2005-2006") y de conferencias internacionales, como la de 1994 de la Comisión Ballenera Internacional en la cual se creó el santuario ballenero en los mares del sur.

### Récord Guiness

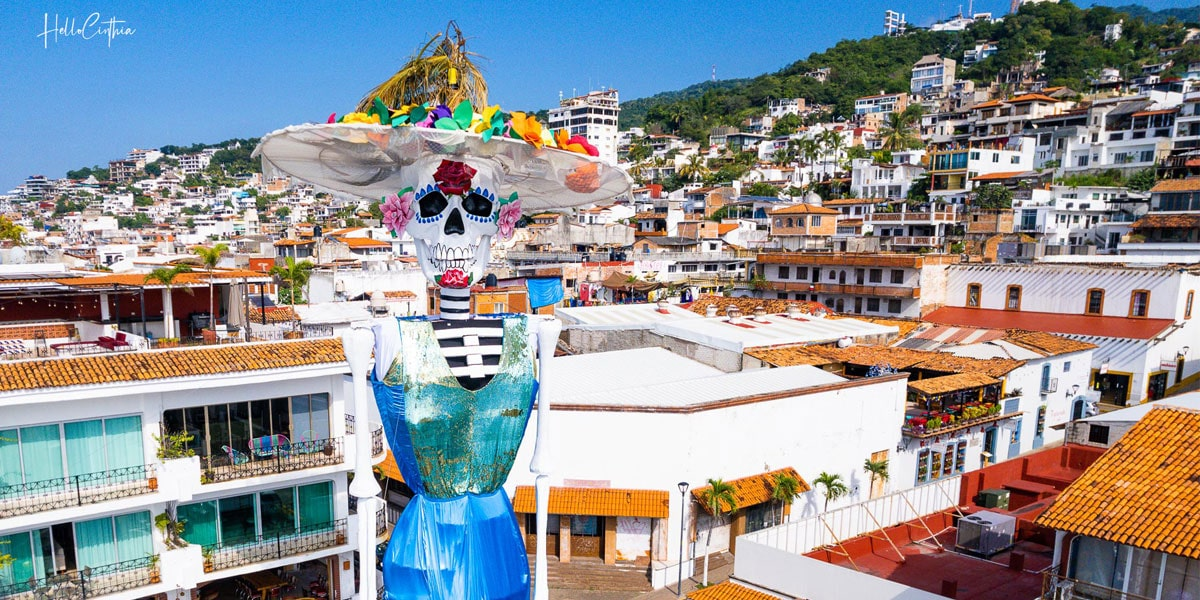
Catrina en Puerto Vallarta

De unos años para acá, se elaboran catrinas gigantes, tan grandes que se han hecho dignas de entrar en el Libro Guinness de los récords mundiales. En distintos puntos de México, colectivos de artistas y ayuntamientos suman esfuerzos para dar origen a estas colosales figuras. Hasta hace poco, la catrina que ostentaba el récord era una hecha en el año 2015  en Zapotlanejo, Jalisco, cuya altura fue de 18.77 metros.
Entre los eventos en Puerto Vallarta, las tradiciones del Día de Muertos incluyen adornar el malecón y poner altares de muertos en torno al recinto que antes fuera la Presidencia Municipal. En años recientes, algunos hoteles colocan catrinas de grandes dimensiones a lo largo del malecón, donde son apreciadas por miles de turistas que lo recorren en estas fechas.
Pero nunca se puso una catrina mexicana tan grande como la que entró a los Récords Guiness mundiales hace unos días. Tras más de un año de planeación y muchísimo trabajo, se erigió una calavera catrina de 22.67 metros de altura.
Esta magna obra tuvo como inspiración la leyenda de “La Llorona” y participaron más de 50 artesanos en su elaboración y montaje. El grupo fue encabezado por la artista plástica Alondra Muca, encargada de pintar el rostro de la catrina.
Aunque lo más relevante fue su descomunal tamaño que le valió entrar en el Libro Guinness de los récords mundiales, la obra resultó aún más imponente por su diseño y belleza. La enorme calavera catrina iba ataviada con un largo y elegante vestido azul, que se abría dejando ver su huesuda pierna, dándole un original toque de coquetería.
La cabeza estaba coronada por un gran sombrero redondo, adornado con flores de colores y hojas de palma simulando unas plumas. En el rostro de la catrina resaltaban un par de rosas rojas en frente y barbilla, y flores rosas en donde estarían las orejas.
Como dato anecdótico, a tan sólo tres días de que se instalara la gran calavera catrina de Puerto Vallarta, fue anunciado que otra catrina un poco más grande había sido colocada en la delegación Iztapalapa de la Ciudad de México.
La polémica se desató inmediatamente, porque las autoridades de Puerto Vallarta ya habían anunciado que la ciudad ganaría el récord guiness. Con la noticia de la catrina en Iztapalapa, comenzó a circular el rumor de que el récord le había durado sólo 3 días a Puerto Vallarta.
Si bien la de Iztapalapa era unos centímetros más alta, el ayuntamiento de Puerto Vallarta informó que la catrina instalada en el puerto fue la única que se registró para competir y cumplió con todos los lineamientos necesarios para obtener el récord.

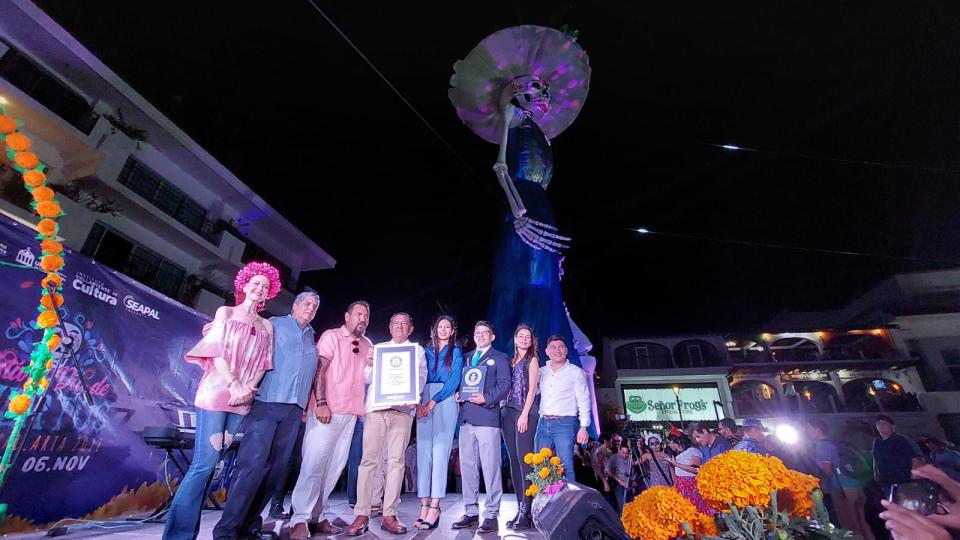
Récord Guinness Catrina más Alta dado a Puerto Vallarta

El 2 de noviembre de 2022 a las 7:00 p. m., se realizó la medición oficial de la catrina, encabezada por un representante de los récords guinness mundiales, quien confirmó el récord para la catrina de Puerto Vallarta.

## Relaciones

### Consulados
- Canadá Agencia Consular
- Estados Unidos Agencia Consular

### Hermanamientos
Puerto Vallarta cuenta con relaciones con varias ciudades alrededor del mundo.
- Gijón, España (1987)[26]
- Highland Park, Estados Unidos (2002)[27]
- Santa Bárbara, Estados Unidos (2016)[28]
- San Francisco, Estados Unidos (2018)[29]
- McAllen, Estados Unidos (2022)[30]